# 모토로라 드래곤볼

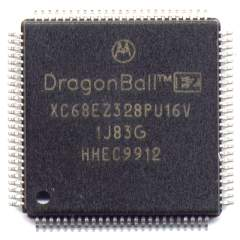

모토로라 드래곤볼(DragonBall) 또는 MC68328은 68000 코어를 기본으로 홍콩 모토로라가 설계한 CPU로 휴대용 기기를 위해 저전력 사용과 주변 칩을 내장하였다.
드래곤볼은 초기 팜(Palm) PDA에 주로 사용되었으며 알파스마트(AlphaSmart)라는 휴대형 워드프로세서에도 사용되었다. 그러나 팜 OS 5 이후부터는 인텔의 XScale 프로세서로 교체되었다.
드래곤볼 시리즈는 16.58MHz, 2.7MIPS의 DragonBall EZ(MC68EZ328)와 33MHz, 5.4MIPS의 DragonBall VZ(MC68VZ328), 66MHz, 10.8MIPS의 DragonBall Super VZ(MC68SZ328)가 있다.
드래곤볼은 16비트 프로세서로 32비트의 내부, 외부 어드레스 버스(EZ와 VZ 일부 모델은 24비트 어드레스 버스)를 가지고 있으며 컬러와 흑백 LCD 컨트롤러, PC 스피커 사운드, IRDA 지원 UART 시리얼 포트, 리얼 타임 클럭을 내장하고 있다. 또 DRAM과 플래시 롬, 마스크 롬에 직접 접근할 수 있으며 터치 스크린도 지원하고 있다.
새로운 DragonBall MX(i.MX 또는 MC9328MX) 시리즈는 68000 코어 대신 ARM9나 ARM11 코어를 사용하고 있다.